# Trò lừa bịp UFO Aztec, New Mexico

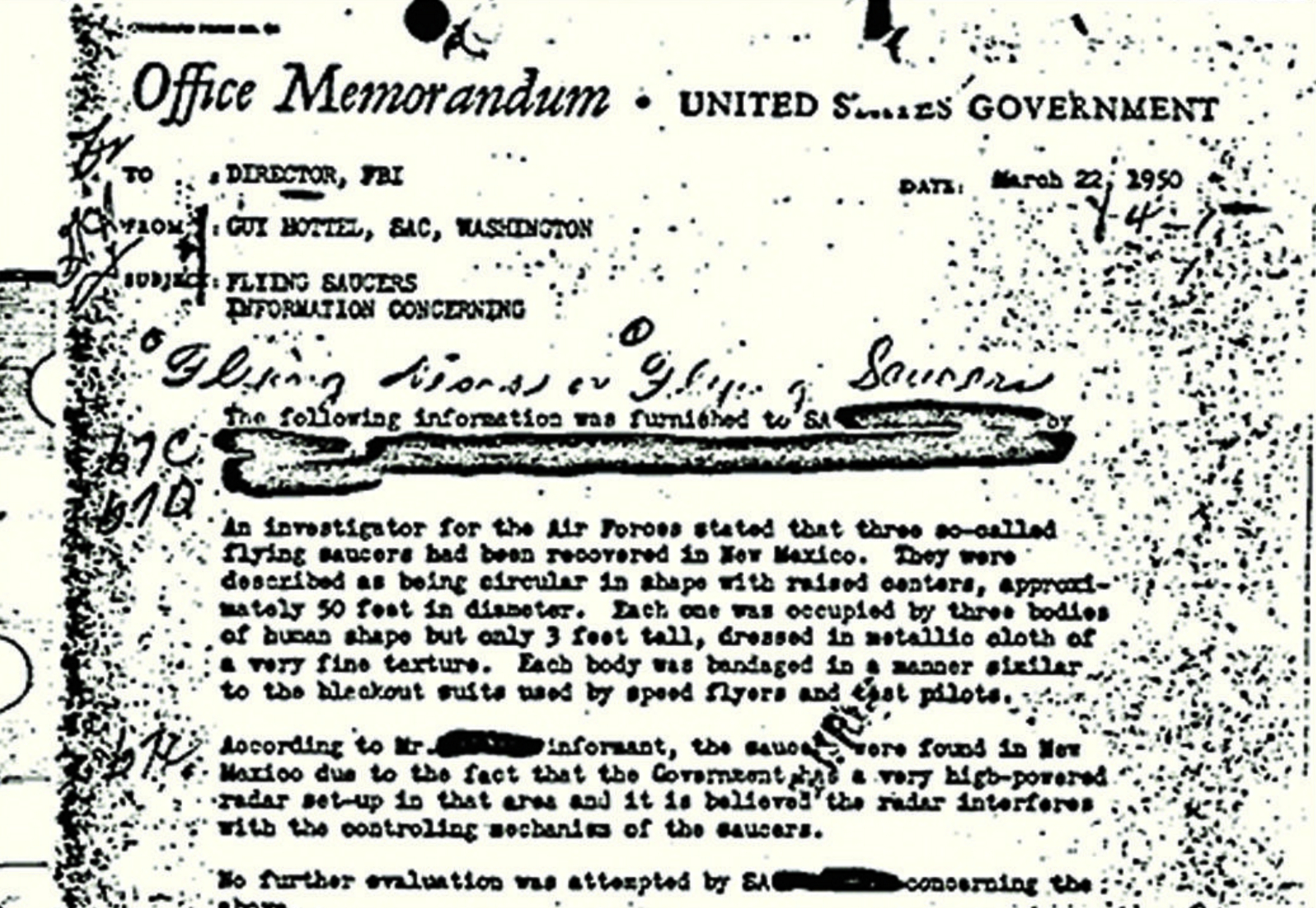
'Bản ghi nhớ của Hottel'

Trò lừa bịp UFO Aztec, New Mexico (đôi lúc còn gọi là "Roswell khác") là một vụ rơi đĩa bay được cho là xảy ra vào năm 1948 tại Aztec, New Mexico. Câu chuyện này được Frank Scully xuất bản lần đầu tiên vào năm 1949 trong bài viết chuyên mục đăng trên tạp chí Variety, và về sau là trong cuốn sách của ông ra mắt năm 1950 với nhan đề "Behind the Flying Saucers" (Đằng sau những chiếc đĩa bay). Vào giữa thập niên 1950, câu chuyện bị dư luận phanh phui hóa ra là trò lừa đảo do hai kẻ bịp bợm tên là Silas M. Newton và Leo A. Gebauer bịa đặt như một phần của mưu đồ tỏ ý lừa lọc hòng bán công nghệ được cho là của người ngoài hành tinh. Bắt đầu từ thập niên 1970, một số nhà nghiên cứu UFO đã khơi gợi lại câu chuyện này trong những cuốn sách của họ khẳng định vụ rơi đĩa bay dường như là có thật. Năm 2013, một bản ghi nhớ của FBI được một số nhà nghiên cứu UFO công khai nhằm chứng minh câu chuyện về vụ rơi đĩa bay đã bị cơ quan này bác bỏ vì là "lời xác nhận lần thứ hai hoặc thứ ba mà chúng tôi chưa bao giờ tiến hành điều tra".

## Câu chuyện
Theo lời Scully cho biết, tháng 3 năm 1948 có một máy bay không xác định chứa 16 thi thể sinh vật dạng người được bên quân đội ở New Mexico thu hồi sau khi hạ cánh có kiểm soát ở Hẻm núi Hart cách thành phố Aztec 12 dặm về phía đông bắc. Phi thuyền này được cho là có đường kính 99 foot (30 m), là UFO lớn nhất cho đến nay. Scully dựa theo nguồn tin của mình, hai người được xác định danh tính là Newton và Gebauer, đã kể lại với anh ta rằng vụ việc bị che đậy và "quân đội đã đoạt lấy phi thuyền này để dùng vào việc nghiên cứu bí mật".
Scully viết rằng UFO bị rơi cùng với các đĩa bay khác mà chính phủ lấy được có nguồn gốc từ sao Kim và hoạt động dựa trên "nguyên lý từ trường". Theo lời Scully kể lại thì những cư dân ngoài hành tinh này dự trữ bánh xốp cô đặc và "nước nặng" dành cho mục đích uống, và mọi kích cỡ của phi thuyền đều "chia đều cho chín người". Nhà văn khoa học Martin Gardner đã chỉ trích câu chuyện của Scully chứa đầy "những tưởng tượng hoang đường" và "tiếng kêu gào đậm chất khoa học".

## Trò lừa bịp
Vào cuối thập niên 1940 và đầu thập niên 1950, Silas Newton và Leo A. Gebauer có đi du lịch ngang qua Aztec, cố gắng bán các loại thiết bị trong ngành kinh doanh dầu mỏ gọi là "doodlebugs." Họ xác nhận là những thiết bị này có thể tìm thấy dầu mỏ, khí đốt và vàng, và họ có thể làm như vậy vì chúng dựa trên "công nghệ của người ngoài hành tinh" được thu thập từ vụ rơi đĩa bay đầy khả nghi. Khi J. P. Cahn của tờ San Francisco Chronicle hỏi xin những kẻ lừa đảo một mảnh kim loại từ các thiết bị được cho là của người ngoài hành tinh, họ bèn cung cấp cho anh ta một mẫu thử hóa ra là nhôm thông thường. Năm 1949, cây bút Frank Scully đã xuất bản loạt bài viết chuyên mục đăng trên tạp chí Variety thuật lại câu chuyện về vụ rơi đĩa bay mà Newton và Gebauer kể cho ông nghe. Về sau ông cho mở rộng chuyên mục này nhằm tạo nên tác phẩm "Behind the Flying Saucers", một quyển sách bán chạy nhất có ảnh hưởng đến nhận thức của công chúng về UFO. Bốn năm sau trò lừa bịp bị vạch trần trên tạp chí True. Sau khi bài viết được đăng lên, nhiều nạn nhân của cặp đôi này lần lượt xuất đầu lộ diện. Một trong những nạn nhân là triệu phú Herman Flader đã vội vàng đâm đơn kiện ra tòa. Hai kẻ này bị tòa án kết tội gian lận vào năm 1953.

## Giới nghiên cứu UFO
Từ giữa thập niên 1950 đến đầu thập niên 1970, hầu hết giới nghiên cứu UFO đều coi chủ đề này hoàn toàn mất uy tín và do đó đã tránh né đề cập đến nó. Tuy vậy, vào cuối thập niên 1970, tác giả Leonard Stringfield cho rằng vụ việc không chỉ là có thật, mà chiếc tàu có liên quan là một trong số rất nhiều chiếc bị quân đội Mỹ bắt giữ và cất giấu. Trong những năm sau đó, nhiều tài liệu được cho là 'đầu tay' về vụ rơi đĩa bay ở Roswell có câu chuyện về vụ rơi đĩa bay ở Aztec, với một số người cho rằng chiếc tàu được làm bằng loại vật liệu không thấm tất cả nhiệt năng, trong khi số khác cho rằng phi thuyền bị hư hại do vụ va chạm. Những thi thể của sinh vật ngoài hành tinh dạng người có chiều cao từ 36 inch (91 cm) đến 42 inch (110 cm) in height, và nặng khoảng 40 pound (18 kg). Giới nghiên cứu UFO khẳng định rằng ngay sau khi chiếc tàu bị bắn rơi, quân đội đã xóa sổ khu vực sở hữu bằng chứng, bao gồm cả các thi thể—rồi ngay lập tức đưa đến Nhà để máy bay số 18 nằm tại Căn cứ Không quân Wright-Patterson.

## Bản ghi nhớ của FBI
Tháng 4 năm 2011, những người đam mê UFO đã phát hiện ra thứ được gọi là "Bản ghi nhớ Hottel", có sẵn cho xem trên trang web 'Vault' của FBI. Dù bản ghi nhớ chưa bao giờ được xếp loại tuyệt mật và đưa lên mạng được vài năm, nó được coi là bằng chứng về sự che đậy chính thức của chính phủ Mỹ. Bản ghi nhớ chứa đựng báo cáo của một người tên là Guy Hottel, là đặc vụ FBI phụ trách văn phòng hiện trường Washington vào thời điểm đó. Bản ghi nhớ này được trao tận tay J. Edgar Hoover và lập chỉ mục trong hồ sơ FBI, nhưng đây là thông lệ tiêu chuẩn vào lúc đấy. Sau này, người ta phát hiện ra rằng câu chuyện của Hottel là một câu chuyện kể lại từ một bài báo số ra ngày 6 tháng 1 năm 1950 được đăng trên tờ The Wyandotte Echo, một tờ báo pháp luật của Thành phố Kansas, Kansas. Bản thân bài báo của tờ The Wyandotte Echo cũng chỉ thuật lại lời kể của một người bán xe địa phương và giám đốc quảng cáo đài phát thanh. Sau cùng, các chi tiết trong bản ghi nhớ của FBI có thể lần mò trực tiếp trở lại câu chuyện về trò lừa bịp này lúc ban đầu. Sau khi bản ghi nhớ được đăng trên trang web của FBI, có tới một triệu lượt xem trong vòng 2 năm.
Năm 2013, FBI đã ban hành thông cáo báo chí liên quan đến bản ghi nhớ. Nhằm giải quyết bối cảnh của bản ghi nhớ và mối liên hệ khả dĩ với một trò lừa bịp, cơ quan này viết, "Cuối cùng, bản ghi nhớ Hottel không chứng minh sự tồn tại của UFO; nó chỉ đơn giản là một lời xác nhận thứ hai hoặc thứ ba mà chúng tôi chưa bao giờ tiến hành điều tra. Một số người tin rằng bản ghi nhớ này lặp lại một trò lừa bịp đang được lưu hành vào lúc đấy, nhưng hồ sơ của Cục không có thông tin giúp xác minh giả thuyết đó."

## Gây quỹ
Vụ việc này đã làm khai sinh ra Hội nghị Chuyên đề UFO Aztec, do thư viện Aztec, New Mexico điều hành với vai trò gây quỹ từ năm 1997 đến năm 2011.